# Miriam Tlali
Miriam Tlali (11 de novembro de 1933 – 24 de fevereiro de 2017) foi uma romancista sul-africana, a primeira mulher negra a publicar uma novela em seu país, Muriel at Metropolitan, 1979.

## Biografia
Estudou na escola anglicana de St Cyprian e em Madibane High School. Mais tarde na Universidade de Witwatersrand até que foi vetada para negros durante o apartheid e na Universidade Nacional do Lesoto, em Roma, Lesoto, onde não pôde continuar por problemas financeiros.

## Prêmios
- 2005: South African Lifetime Achievement Literary Award
- 2008: Order of Ikhamanga em prata

## Obra
- 1979: Between Two Worlds, Longman African Classics (Muriel at Metropolitan)
- 1980: Amandla!, Ravan Press
- 1984: Mihloti, Skotaville Press
- 1989: Soweto Stories, Pandora Press